# شهران‌گراز
شهران‌گراز در شاهنامه پدر هرمزد بود. از  سرداران ایرانی بود که هنگام بر تخت نشستن بهرام چوبین با وی از در موافقت درآمد و پادشاهی او را روا دانست.